# اتحاد رجال الأعمال العرب
يعد اتحاد رجال الأعمال العرب  (بالإنجليزية: FEDERATION OF ARAB BUSINESSMEN) منظمة عربية غير حكومية مستقلة تأسست في عام 1997 حيث تضم في عضويتها جمعيات وهيئات واتحادات رجال الأعمال في الدول العربية وتضم في عضويتها العديد من رجال الاعمال العرب بهدف تعزيز العمل العربى المشترك

## الاهداف
يسعى اتحاد رجال الأعمال العرب إلى خلق التفاعل وتعزيز الروابط والتعاون والتنسيق بين رجال الأعمال العرب من مختلف القطاعات الاقتصادية في إطار التكامل الاقتصادي العربي، وذلك لتحقيق الأهداف التالية:
1- توثيق وتنمية العلاقات الاقتصادية بين رجال الأعمال العرب.
2- زيادة حجم التبادل التجاري بين الدول العربية من مستوياته الحالية وبحث البرامج والآليات التي تحقق ذلك. وتحديد العقبات التي تواجه تدفق التجارة بين الدول العربية، ووضع الحلول العملية التي تساعد على إزالتها.
3- التعاون مع المؤسسات العربية المعنية بتنمية التجارة العربية البينية والاستفادة من برامج هذه المؤسسات المالية والفنية والتأكيد على أهمية دورها في تعزيز العمل الاقتصادي العربي المشترك.
4- الترويج لإقامة مشروعات عربية مشتركة تأخذ بعين الاعتبار الميزة النسبية لكل دول عربية ضمن إطار تكاملي طويل الأجل يحد من التكرار والازدواجية ويعمل على توطين المال العربي في الوطن العربي.
5- بلورة رأي عام مشترك لرجال الأعمال العرب في الشؤون الاقتصادية العربية واقتراح الحلول للقضايا التي تواجههم والدفاع عن مصالحهم سواء في الوطن العربي أو على مختلف المستويات الدولية.
6- بلورة موقف متناسق تجاه التجمعات الاقتصادية الخارجية.

## الانشطة
ولتحقيق الأهداف أنفة الذكر، للاتحاد ان يقوم بالأعمال والأنشطة التالية:
1- عقد اجتماع شامل لرجال الأعمال العرب كل سنة تحت اسم «ملتقى رجال الأعمال العرب» في الدول العربية التي ترغب في استضافة مثل هذا الاجتماع.
2- عقد اجتماعات قطاعية في مجال التجارة والصناعة والزراعة والسياحة والنقل والمقاولات والبنوك أو أية قطاعات اقتصادية أخرى بغية التنسيق بين رجال الأعمال العاملين ضمن هذه الاختصاصات.
3- حث رجال الأعمال العرب على إعطاء الأولوية للتعاون العربي مع الإبقاء على جسور مع الدول العربية والمجموعات والمنظمات الاقتصادية الدولية.
4- العمل كحلقة وصل بين جمعيات رجال الأعمال العربية وبين الجهات الحكومية والعربية لتيسير العلاقات الاقتصادية وتذليل العقبات أمام تدفق الأموال والأشخاص والبضائع بين الدول العربية.
5- العمل كممثل لجمعيات رجال الأعمال العربية عند التعامل مع مؤسسات أجنبية مماثلة.
6- المشاركة في اللقاءات العربية والدولية ذات العلاقة بنشاطات رجال الأعمال العرب.
7- فتح قنوات للتعاون مع المجموعات الاقتصادية الإقليمية لتحقيق المكاسب المختلف لمجتمع الأعمال العربي.
8- تنظيم الدورات التدريبية والندوات العامة والقطاعية سواء في الدول العربي أو في العواصم العالمية لإظهار دور وأهمية «اتحاد رجال الأعمال العرب» كأحد الجهات الراعية لنشاطات رجال الأعمال العرب.
9- إصدار دليل رجال الأعمال العرب بشكل دور باللغتين العربية والإنجليزية وإصدار النشرات الدورية والإعلامية التي تظهر أهمية قطاع الأعمال العربي.
10- تبادل المعلومات بين جمعيات واتحادات رجال الأعمال العرب وتنسيق مشاركتها في الاجتماعات العربية والدولية.
11- رعاية أعمال المعارض التجارية الخاص بأعضاء الاتحاد ورعاية وفود هيئات وجمعيات الأعمال العربية.

## أجهزة الاتحاد
- الهيئة العامة
- مجلس الإدارة
- الأمانة العامة.

## الاعضاء
1. جمعية رجال وسيدات الأعمال السورية  سوريا
2. جمعية رجال الأعمال الأردنيين
3. الندوة الاقتصادية اللبنانية  لبنان
4. جمعية رجال الأعمال الفلسطينيين  فلسطين
5. ملتقى رجال الأعمال الفلسطينيين  فلسطين
6. جمعية رجال الأعمال البحرينية  البحرين
7. سكرتارية عربال الدائمة
8. جمعية رجال الأعمال العراقيين  العراق
9. الاتحاد العام لمقاولات المغرب  المغرب
10. الأكاديمية العربية للعلوم المالية والمصرفية المقر في  الأردن
11. منتدى رؤساء المؤسسات في الجزائر  الجزائر

مجتمع لوردات العرب

## المقر
يقع مقر الاتحاد في  الأردن ويتم فتح فروع له في الدول العربية.

## وصلات خارجية
- الموقع الرسمي للاتحاد باللغة العربية
- صورة وجدول يبين الجمعيات الاعضائ في الاتحاد ومواقعها الالكترونية